# Семиполківська волость
Семиполковська (Семиполковська) волость — історичне адміністративно-територіальна одиниця Остерського повіту Чернігівської губернії.
Деякі поселення волості 1859 року:
- Семиполки — містечко козаче та власницьке при річці Пилявка за 25 верст від повітового міста, 1875 осіб (912 осіб чоловічої статі та 963 — жіночої), 163 дворових господарства, православна церква, винокуренний завод, кінський завод, завод шпанських овець.
- Бобрик — село козаче та власницьке при річках Трубіж та Бобрик за 37 верст від повітового міста, 1061 особа (489 осіб чоловічої статі та 572 — жіночої), 123 дворових господарства, православна церква.
- Богданівка — село казенне при річці Данилевій за 35 верст від повітового міста, 1003 особи (486 осіб чоловічої статі та 517 — жіночої), 122 дворових господарства, православна церква.
- Велика Димерка - дворів 662, жителів 3035. Церква Покрови Богородиці
- Калита — село козаче та власницьке при річці Слуків за 23 версти від повітового міста, 1554 особи (793 осіб чоловічої статі та 761 — жіночої), 199 дворових господарств, православна церква.
- Літки - містечко при річці Десна, дворів 503, жителів 2085, православна церква св.Миколая
- Рожни - село при Десні, 170 дворів, жителів 825
- Рудня — село козаче та власницьке при озері Мешкове та ручаї Колода за 32 версти від повітового міста, 894 осіб (454 осіб чоловічої статі та 440 — жіночої), 113 дворових господарств, православна часовня.

Менші населені пункти:
- хутір Козачий
- село Опанасів
- село Парня (Броварський район)
- село Соболівка (Броварський район)

Станом на початок 1902 року складалася з 19 сільських громад.